# Warheit
Warheit ist das 2003 in Frankfurt am Main gegründete Projekt der Rapper Azad, Jeyz, Sezai, Chaker, Lunafrow, Jonesmann und Real Jay. Das Projekt will mit sozialkritischen Texten auf Missstände in der Gesellschaft aufmerksam machen. Die Tonträger werden über Azads Label Bozz Music veröffentlicht.

## Geschichte
Azad und sechs weitere Rapper schlossen sich 2003 unter dem Namen Warheit zusammen. Ein Teil der Gruppierung war bereits auf Azads Album „Leben“ mit dem Titel Unaufhaltbar vertreten. Kurze Zeit nach der Gründung trennten sich jedoch Real Jay, Lunafrow und Jonesmann aus unterschiedlichen Gründen wieder von der Gruppe.
Nach einem Gastspiel auf dem „Bozz-Music Sampler Vol.1“, der zwei Titel der Gruppe enthält, veröffentlichten sie 2007 das von Blanco, M3, Noyd, phreQuincy, Shuko und Sti produzierte, gemeinsame Album Betonklassik.  Die bereits vorher veröffentlichte Single Hölle auf Erden erreichte Platz 85, das Album selbst Platz 47 in den Charts.
Aufgrund der nicht zufriedenstellenden Verkaufszahlen des Albums Betonklassik, entschieden sich Chaker und Sezai dazu ihre Tätigkeit als Rapper aufzugeben. Azad zeigte für das Verhalten der Musiker Verständnis: „Ich verstehe die Jungs komplett, denn sie haben Familie, Sezai hat Frau und Kinder, die essen müssen, und auch Chaker muss über die Runden kommen. Wenn du keinen Ausweg mehr hast, musst du eine Entscheidung treffen.“

## Diskografie
Alben
- 2007: Betonklassik

Singles
- 2007: Hölle auf Erden

Sonstige
- 2007: Kein Ausweg (Juice Exclusive! auf Juice-CD #73)
- 2007: Hochhausrap